# Élections législatives de 1973 dans l'Ardèche
Les élections législatives françaises de 1973 se déroulent les 4 et 11 mars 1973. Dans le département de l'Ardèche, cinq députés sont à élire dans le cadre de cinq circonscriptions.

## Élus
| Circonscription | Député sortant | Parti | Parti | Député élu ou réélu | Parti | Parti |
| --------------- | -------------- | ----- | ----- | ------------------- | ----- | ----- |
| 1re             | Pierre Cornet  |       | UDR   | Pierre Cornet       |       | UDR   |
| 2e              | Henri Torre    |       | UDR   | Henri Torre         |       | UDR   |
| 3e              | Albert Liogier |       | UDR   | Albert Liogier      |       | UDR   |

## Résultats

### Résultats à l'échelle du département
| Parti                                   | Parti                                       | Parti                                       | Premier tour | Premier tour | Second tour | Second tour | Sièges |
| Parti                                   | Parti                                       | Parti                                       | Voix         | %            | Voix        | %           | Sièges |
| --------------------------------------- | ------------------------------------------- | ------------------------------------------- | ------------ | ------------ | ----------- | ----------- | ------ |
|                                         |                                             | Union des démocrates pour la République     | 54 162       | 40,40        | 76 187      | 56,87       | 3      |
|                                         | Centre démocratie et progrès                | 8 933                                       | 6,66         | Retrait      | Retrait     | 0           |        |
| Total Union des républicains de progrès | Total Union des républicains de progrès     | 63 095                                      | 47,07        | 76 187       | 56,87       | 3           |        |
|                                         |                                             | Parti communiste français                   | 27 867       | 20,79        | 37 822      | 28,23       | 0      |
|                                         | Parti socialiste                            | 26 795                                      | 19,99        | 19 951       | 14,89       | 0           |        |
|                                         | Parti socialiste unifié                     | 1 419                                       | 1,05         |              |             | 0           |        |
| Total Union de la gauche                | Total Union de la gauche                    | 56 081                                      | 41,83        | 57 773       | 43,13       | 0           |        |
|                                         |                                             | Parti social-démocrate                      | 5 719        | 4,27         |             |             | 0      |
|                                         | Parti radical                               | 4 039                                       | 3,01         | 0            |             |             |        |
|                                         | Centre démocrate                            | 3 012                                       | 2,25         | 0            |             |             |        |
| Total Mouvement réformateur             | Total Mouvement réformateur                 | 12 770                                      | 9,53         | 0            |             |             |        |
|                                         | Centre national des indépendants et paysans | Centre national des indépendants et paysans | 1 527        | 1,14         | 0           |             |        |
|                                         | Extrême droite                              | Extrême droite                              | 580          | 0,43         | 0           |             |        |
|                                         |                                             |                                             |              |              |             |             |        |
| Inscrits                                | Inscrits                                    | Inscrits                                    | 169 867      | 100,00       | 169 842     | 100,00      | 3      |
| Abstentions                             | Abstentions                                 | Abstentions                                 | 33 278       | 19,59        | 30 354      | 17,87       |        |
| Votants                                 | Votants                                     | Votants                                     | 136 589      | 80,41        | 139 488     | 82,13       |        |
| Blancs et nuls                          | Blancs et nuls                              | Blancs et nuls                              | 2 536        | 1,86         | 5 528       | 3,96        |        |
| Exprimés                                | Exprimés                                    | Exprimés                                    | 134 053      | 98,14        | 133 960     | 96,04       |        |
| Source : Data.gouv.fr                   |                                             |                                             |              |              |             |             |        |

### Résultats par circonscription

#### Première circonscription (Privas)
La circonscription de Privas était composée des cantons de Bourg-Saint-Andéol, Chomérac, Le Cheylard, Privas, Rochemaure, Saint-Martin-de-Valamas, Saint-Pierreville, Vernoux-en-Vivarais, Villeneuve-de-Berg, Viviers et La Voulte-Sur-Rhône. Les quatre principaux candidats en lice dans cette circonscription (par ordre alphabétique) :
- Henri Chaze, 59 ans, ancien député, maire et conseiller général de Cruas, représentant du PCF ;
- Pierre Cornet, 61 ans, député sortant, maire et conseiller général de Villeneuve-de-Berg, candidat DVD ;
- Fernand Dessus, 47 ans, dentiste à Privas, candidat sous l'étiquette de la UGSD-PS ;
- Émile Callot, 28 ans, professeur à Lyon, candidat représentant les Réformateurs.

| Candidat           | Candidat                    | Parti                | Premier tour | Premier tour | Second tour | Second tour |  |
| Candidat           | Candidat                    | Parti                | Voix         | %            | Voix        | %           |  |
| ------------------ | --------------------------- | -------------------- | ------------ | ------------ | ----------- | ----------- |  |
|                    | Pierre Cornet sortant réélu | UDR (URP)            | 18 014       | 38,58        | 25 490      | 53,68       |  |
|                    | Henri Chaze                 | PCF                  | 12 426       | 26,62        | 21 994      | 46,32       |  |
|                    | Fernand Dessus              | PS (UGSD)            | 9 265        | 19,84        | Retrait     | Retrait     |  |
|                    | Émile Callot                | Rad (MR)             | 4 039        | 8,65         |             |             |  |
|                    | Paul Antier                 | Divers droite (CNIP) | 1 527        | 3,28         |             |             |  |
|                    | Claude Laréal               | PSU                  | 1 419        | 3,03         |             |             |  |
|                    |                             |                      |              |              |             |             |  |
| Inscrits           | Inscrits                    | Inscrits             | 58 592       | 100,00       | 58 580      | 100,00      |  |
| Abstentions        | Abstentions                 | Abstentions          | 11 039       | 18,84        | 9 242       | 15,78       |  |
| Votants            | Votants                     | Votants              | 47 553       | 81,16        | 49 338      | 84,22       |  |
| Blancs et nuls     | Blancs et nuls              | Blancs et nuls       | 863          | 1,81         | 1 854       | 3,76        |  |
| Exprimés           | Exprimés                    | Exprimés             | 46 690       | 98,19        | 47 484      | 96,24       |  |
| Source : Data.gouv |                             |                      |              |              |             |             |  |

##### Analyse
Lors du premier tour, les voix de gauche s’élèvent à plus de 49 % mais c'est Cornet qui sortira vainqueur assez facilement de ses élections avec plus de 53 % des suffrages exprimés du fait que Chaze ne réalisera pas le maximum de voix chez les socialistes et les radicaux. Le député sortant est majoritaire dans les cantons de Bourg-Saint-Andéol, Le Cheylard, Privas, Saint-Martin-de-Valamas, Saint-Pierreville et Villeneuve-de-Berg alors qu'Henri Chaze est vainqueur dans les cantons de Chomérac, Rochemaure, Vernoux, Viviers et La-Voulte.

#### Deuxième circonscription (Tournon)
La circonscription de Tournon était composée des cantons de Annonay, Lamastre, Saint-Agrève, Saint-Félicien, Saint-Péray, Satillieu, Serrières et Tournon.  Les deux principaux candidats en lice dans cette circonscription (par ordre alphabétique) :
- Louis Gaillard, 48 ans, professeur à Tournon, candidat sous l'étiquette de la UGSD-PS ;
- Henri Torre, 39 ans, député sortant, maire de Boulieu-lès-Annonay et conseiller général de Serrières, présenté par l'UDR.

| Candidat                       | Candidat                     | Parti          | Premier tour | Premier tour | Second tour | Second tour |  |
| Candidat                       | Candidat                     | Parti          | Voix         | %            | Voix        | %           |  |
| ------------------------------ | ---------------------------- | -------------- | ------------ | ------------ | ----------- | ----------- |  |
|                                | Henri Torre sortant réélu    | UDR (URP)      | 23 907       | 49,91        | 27 902      | 58,30       |  |
|                                | Louis Gaillard               | PS (UGSD)      | 11 104       | 23,18        | 19 951      | 41,69       |  |
|                                | Raymond Combe                | PCF            | 7 169        | 14,96        | Retrait     | Retrait     |  |
|                                | Patrick Glises de La Rivière | PSD (MR)       | 5 719        | 11,93        |             |             |  |
|                                |                              |                |              |              |             |             |  |
| Inscrits                       | Inscrits                     | Inscrits       | 59 810       | 100,00       | 59 807      | 100,00      |  |
| Abstentions                    | Abstentions                  | Abstentions    | 10 877       | 18,19        | 10 789      | 18,04       |  |
| Votants                        | Votants                      | Votants        | 48 933       | 81,81        | 49 018      | 81,96       |  |
| Blancs et nuls                 | Blancs et nuls               | Blancs et nuls | 1 034        | 2,11         | 1 165       | 2,38        |  |
| Exprimés                       | Exprimés                     | Exprimés       | 47 899       | 97,89        | 47 853      | 97,62       |  |
| Source : Data.gouv et Le Monde |                              |                |              |              |             |             |  |

Analyse : il y aura manqué seulement 43 voix à Henri Torre pour pouvoir être réélu au premier tour de ses élections législatives. Le candidat du parti gaulliste remporte tous les cantons face à Louis Gaillard qui est majoritaire dans la ville d'Annonay. Grâce à sa réélection et à son implantation dans le département, Torre sera nommé secrétaire d'état auprès du ministre du Développement industriel et scientifique dans le Gouvernement Messmer et il cédera sa place de député à son suppléant le maire de Lamastre Pierre Grandcolas jusqu'en septembre 1974.

#### Troisième circonscription (Largentière)
La circonscription de Largentière était composée des cantons de Antraigues, Aubenas, Burzet, Coucouron, Joyeuse, Largentière, Montpezat-sous-Bauzon, Saint-Étienne-de-Lugdarès, Thueyts, Valgorge, Vallon-Pont-d'Arc et des Vans. Les quatre principaux candidats en lice dans cette circonscription (par ordre alphabétique) :
- Albert Liogier, 63 ans, député sortant et maire d'Ucel, candidat présenté par l'UDR ;
- Jean Moulin, 48 ans, ancien député, maire d'Aubenas et conseiller général de Valgorge, investi par le CDP ;
- Jean Primet, 72 ans, ancien sénateur de la Seine, retraité à Vallon-Pont-d'Arc et candidat du PCF ;
- Yves Serre, 40 ans, maire de Salavas et représentant du UGSD-PS.

| Candidat           | Candidat                     | Parti               | Premier tour | Premier tour | Second tour | Second tour |  |
| Candidat           | Candidat                     | Parti               | Voix         | %            | Voix        | %           |  |
| ------------------ | ---------------------------- | ------------------- | ------------ | ------------ | ----------- | ----------- |  |
|                    | Albert Liogier sortant réélu | UDR (URP)           | 12 241       | 31,01        | 22 795      | 59,01       |  |
|                    | Jean Moulin                  | CDP                 | 8 933        | 22,63        | Retrait     | Retrait     |  |
|                    | Jean Primet                  | PCF                 | 8 272        | 20,96        | 15 828      | 40,98       |  |
|                    | Yves Serre                   | PS (UGSD)           | 6 426        | 16,28        | Retrait     | Retrait     |  |
|                    | Auguste Perrier              | CD (MR)             | 3 012        | 7,63         |             |             |  |
|                    | André Figueras               | Extrême droite (CN) | 580          | 1,46         |             |             |  |
|                    |                              |                     |              |              |             |             |  |
| Inscrits           | Inscrits                     | Inscrits            | 51 465       | 100,00       | 51 455      | 100,00      |  |
| Abstentions        | Abstentions                  | Abstentions         | 11 355       | 22,06        | 10 323      | 20,06       |  |
| Votants            | Votants                      | Votants             | 40 110       | 77,94        | 41 132      | 79,94       |  |
| Blancs et nuls     | Blancs et nuls               | Blancs et nuls      | 646          | 1,61         | 2 509       | 6,1         |  |
| Exprimés           | Exprimés                     | Exprimés            | 39 464       | 98,39        | 38 623      | 93,9        |  |
| Source : Data.gouv |                              |                     |              |              |             |             |  |

Analyse : réélection dans un fauteuil pour Liogier qui devance largement son concurrent à droite Jean Moulin au premier tour et bat très facilement son adversaire communiste au second. Battu dans sa propre ville par Albert Liogier, Moulin démissionnera de son poste de maire le 7 mars 1973 et cela ouvrira une crise municipale à Aubenas qui se terminera par l'élection de Bernard Hugo. Le député sortant remporte 11 des 12 cantons de la circonscription alors que Jean Primet est juste majoritaire dans le canton de Vallon.